# Last Night (chanson de P. Diddy)
Pour les articles homonymes, voir Last Night.
Singles de P. Diddy
We Fly High (Remix)
(2006) Through the Pain (She Told Me)
(2007)
Singles par Keyshia Cole
(When You Gonna) Give It up to Me
(2006) Dreamin'
(2007)
Pistes de Press Play
Thought You Said Makin' It Hard
Last Night est une chanson du rappeur P. Diddy sorti le 27 février 2007. Il s'agit du 3e single extrait de l'album Press Play, on retrouve la participation vocale de la chanteuse Keyshia Cole. La version radio edit de Last Night est inclus dans l'album Just like You de Keyshia. La chanson a été écrite par Sean Combs, Keyshia Cole, Jack Knight, Mario Winans, Shannon "Slam" Lawrence et produit par P. Diddy et Mario Winans.

## Formats et liste des pistes
États-Unis 12" Single promotionnel
Face A
1. "Last Night" [Radio Edit]
2. "Last Night" [Mix Show Amended Version]

Side B
1. "Last Night" [Explicit Version]
2. "Last Night" [Instrumental]

 Royaume-Uni Single
1. "Last Night" [Radio Edit]
2. "Tell Me" [DFA Remix - Radio Edit]

## Classements et certifications
| Classement (2007)                  | Meilleure position |
| ---------------------------------- | ------------------ |
| Allemagne (Media Control AG)       | 25                 |
| Autriche (Ö3 Austria Top 40)       | 54                 |
| Canada (Hot 100)                   | 23                 |
| Danemark (Tracklisten)             | 15                 |
| États-Unis (Hot 100)               | 10                 |
| États-Unis (R&B/Hip-Hop Songs)     | 7                  |
| États-Unis (Pop Airplay)           | 7                  |
| Europe (Hot 100)                   | 31                 |
| Finlande (Suomen virallinen lista) | 4                  |
| Hongrie (Rádiós Top 40)            | 24                 |
| Hongrie (Dance Top 40)             | 19                 |
| Irlande (IRMA)                     | 9                  |
| Pays-Bas (Single Top 100)          | 37                 |
| Royaume-Uni (UK Singles Chart)     | 14                 |
| Royaume-Uni (UK R&B Chart)         | 1                  |
| Slovaquie (IFPI Rádio)             | 29                 |
| Suisse (Schweizer Hitparade)       | 33                 |

| Classement (2007)                | Position |
| -------------------------------- | -------- |
| Allemagne (Media Control Charts) | 90       |